# São João do Triunfo
São João do Triunfo è un comune del Brasile nello Stato del Paraná, parte della mesoregione del Sudeste Paranaense e della microregione di São Mateus do Sul. Si trova a 106 km dalla capitale dello Stato Curitiba.